# La duquesa fea
La duquesa fea es un cuadro al óleo del pintor flamenco Quinten Massys, realizada cerca de 1513. Es un retrato satírico de una mujer aristócrata que de forma inapropiada trata de recrear su juventud con un atuendo fuera de su edad, las malformaciones en la mujer se deben a que sufría de la enfermedad de Paget que ocasiona destrucción y regeneración ósea anormal (deforme) en los huesos, la obra fue donada en 1947 por Jenny Louisa Roberta Blaker a la National Gallery de Londres en Inglaterra, donde se encuentra en exhibición permanente.